# تسرکوینا (کروشواتس)
تسرکوینا (به صربی: Crkvina) یک منطقهٔ مسکونی در صربستان است که در ناحیه راسینا واقع شده‌است. تسرکوینا ۲۱۰ نفر جمعیت دارد.